# 屏東縣政府
22°41′00″N 120°29′17″E / 22.683283°N 120.487943°E
屏東縣政府是中華民國臺灣省屏東縣最高層級的地方行政機關，在中華民國政府架構中，為地方自治的行政機關，同時負責執行中央機關委辦事項。屏東縣的自治監督機關本為臺灣省政府，臺灣省虛級化後業務與功能被大幅縮減，屏東縣的自治監督機關亦改為行政院內政部。屏東縣政府也是轄下各鄉、鎮、市的地方自治監督機關。

## 組織架構
屏東縣政府的組織基準法為《屏東縣政府組織自治條例》，設有20個所屬一級單位，5個所屬一級機關，18個所屬二級機關。
各級學校
- 屏東縣各縣立高級中學（4校）
- 屏東縣立各國民中學（34校）
- 屏東縣各國民小學（166校）

## 縣政府大樓

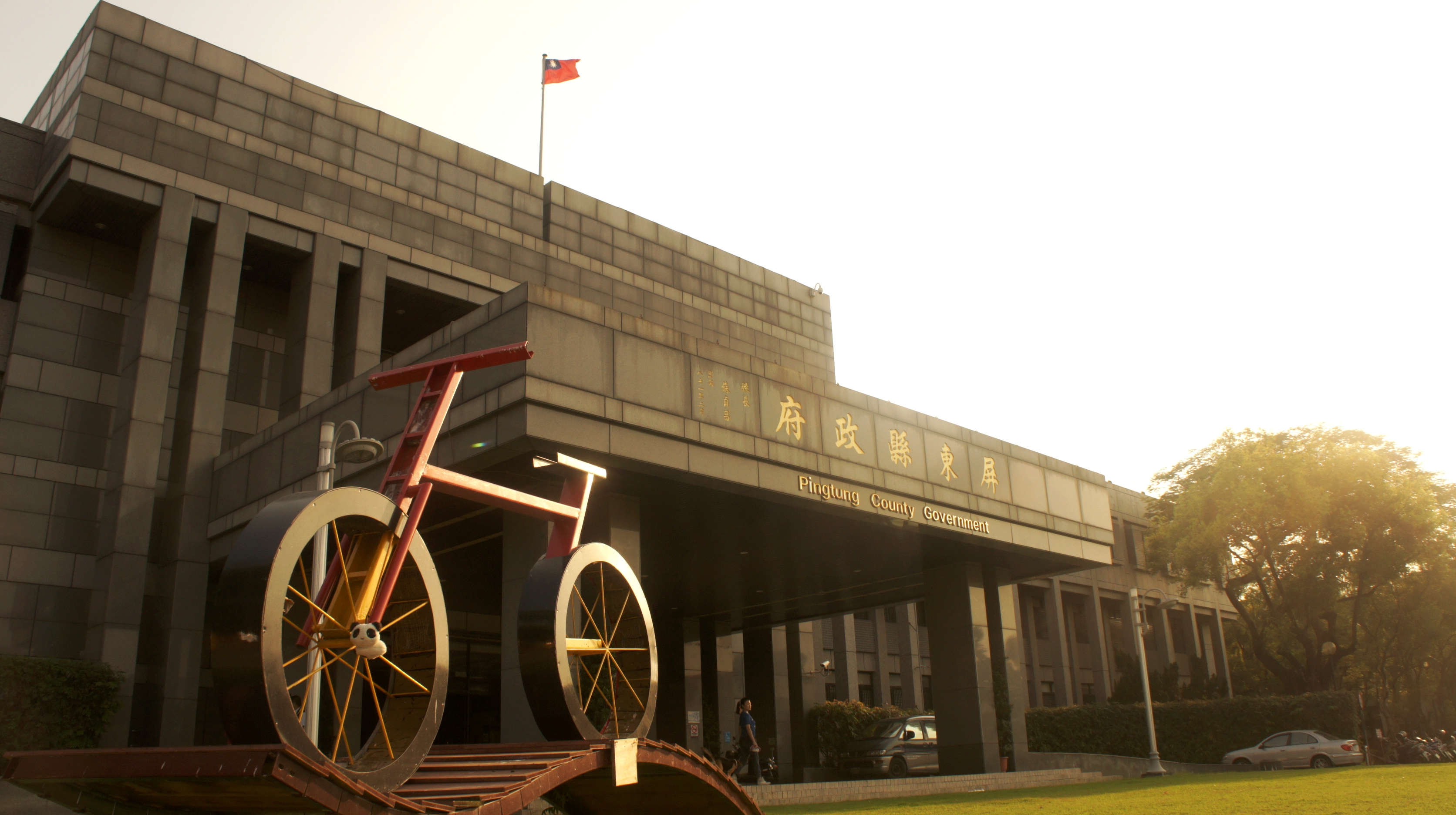
屏東縣政府正門

屏東縣政府北棟大樓位於屏東市自由路527號，目前有一棟三層樓的建築物，以及位於後方新建之南棟大樓。

## 外部連結
- 屏東縣政府 （页面存档备份，存于）（中文）（英文）（日語）（越南文）（马来文）